# Jadera antica
Jadera antica är en insektsart som först beskrevs av Walker 1872.  Jadera antica ingår i släktet Jadera och familjen smalkantskinnbaggar. Inga underarter finns listade i Catalogue of Life.